# 고질라 모스라 킹기도라 대괴수총공격
《고질라 모스라 킹기도라 대괴수총공격》(일본어: ゴジラ・モスラ・キングギドラ 大怪獣総攻撃, 영어: Godzilla, Mothra and King Ghidorah: Giant Monsters All-Out Attack)은 일본에서 제작된 카네코 슈스케 감독의 2001년 영화이다. 니이야마 치하루 등이 주연으로 출연하였고 혼마 히데유키 등이 제작에 참여하였다.

## 출연

### 주연
- 니이야마 치하루
- 우자키 류도

### 조연
- 코바야시 마사히로
- 사노 시로
- 미나미 카호
- 오오와다 신야
- 무라이 쿠니오
- 니시나 타카시
- 츠가와 마사히코
- 카세 료
- 시노하라 토모에

## 제작진
- 미술: 미이케 도시오
- 배역: 타나카 타다오